# John Adshead
John Adshead (Fleetwood, 27 de março de 1942) é um ex-futebolista e treinador anglo-neozelandês, que dirigiu a Seleção Neozelandesa em 1982.

## Carreira
John Adshead fez comandou o elenco da histórica Seleção Neozelandesa de Futebol da Copa do Mundo de 1982. 